# Ríos Rosas
Ríos Rosas – stacja metra w Madrycie, na linii 1. Znajduje się w dzielnicy Chamberí, w Madrycie i zlokalizowana jest pomiędzy stacjami Cuatro Caminos i Iglesia. Została otwarta 17 października 1919.